# Pietro Ferracin
Pietro Ferracin (Treviso, 25 aprile 1929 – Treviso, 25 dicembre 2009) è stato un ingegnere e politico italiano.

## Biografia
Ingegnere, dopo la seconda guerra monduale entrò in politica con la Democrazia Cristiana, dapprima come consigliere comunale a Treviso (1959-1970), dove fu anche assessore (1959-1960).
Fu eletto presidente della Provincia di Treviso dal 1965 al 1971.
Fu anche amministratore straordinario dell'Ulss 9 per circa un anno e mezzo alla fine degli anni 1990.
Come ingegnere, progettò la Chiesa della Beata Vergine Immacolata, costruita nel 1959 nel quartiere di Santa Bona.